# ティピカヌー郡 (インディアナ州)
ティピカヌー郡（英: Tippecanoe County、[ˌtɪpikəˈnuː] tip-ee-kə-noo）は、アメリカ合衆国インディアナ州の西部に位置する郡である。1826年にウォバッシュ郡から分離して設立された。人口は18万6251人（2020年）。郡庁所在地はラファイエット（地元での発音はラーフィーエット、[ˌlɑːfiːˈɛt]、lah-fee-YET、人口67,140人）であり、同郡で人口最大の都市である。
ティピカヌー郡はラファイエット都市圏に属している。

## 歴史
ティピカヌー郡は1826年3月1日に設立され、マイアミ語で「サカーフィッシュ族の場所」を意味する"Kethtippecanoogi"を英語化して郡名が付けられた。ティッペカヌーの戦いやパデュー大学で知られている。1881年に建設された郡庁舎はアメリカ合衆国国家歴史登録財に指定されている。

## 地理
アメリカ合衆国国勢調査局に拠れば、郡域全面積は503.24平方マイル (1,303.4 km2)であり、このうち陸地499.81平方マイル (1,294.5 km2)、水域は3.44平方マイル (8.9 km2)で水域率は0.68％である。

### 交通

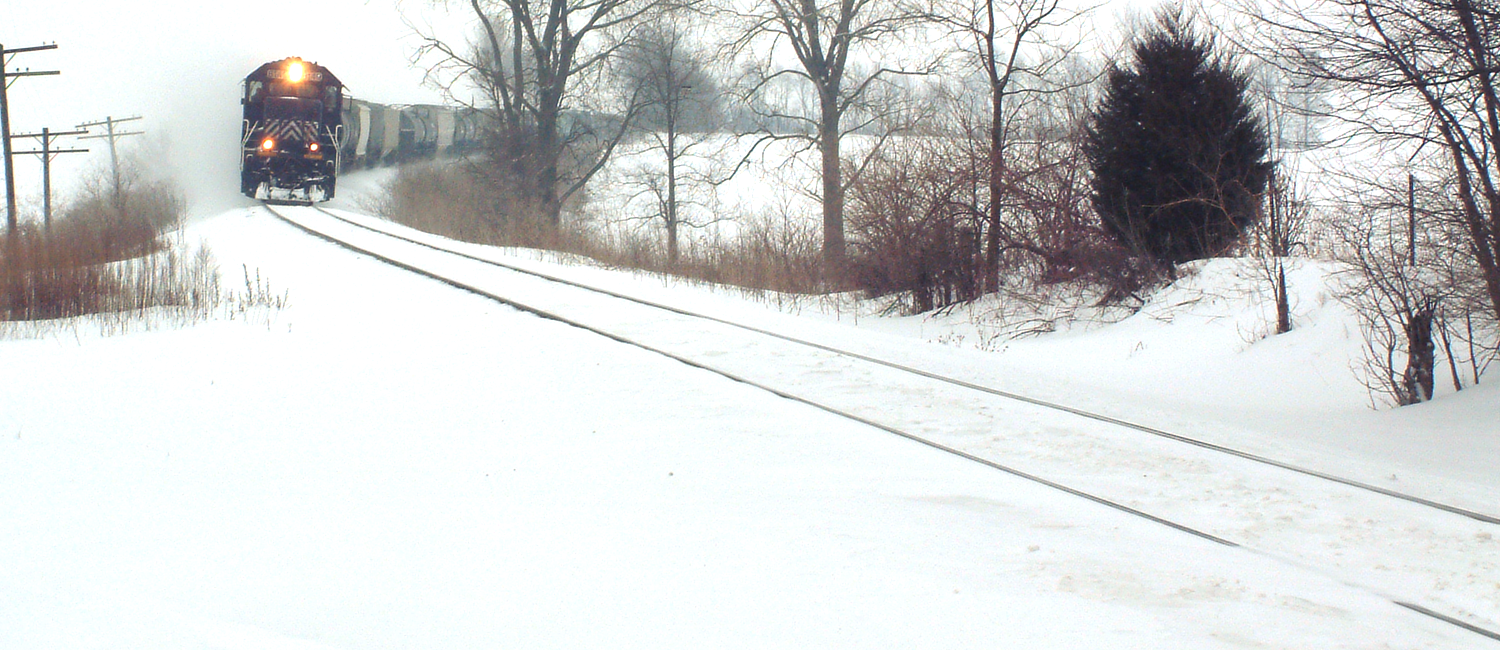
サウスローブの町に近づく貨物列車、ランドルフ郡区とウィー郡区の境付近

#### 主要高規格道路
| - 州間高速道路65号線 - アメリカ国道52号線 - アメリカ国道231号線 - インディアナ州道25号線 | - インディアナ州道26号線 - インディアナ州道28号線 - インディアナ州道38号線 - インディアナ州道43号線 |

#### 鉄道
ティピカヌー郡内では3つの鉄道路線が交差しており、すべてラファイエット市の地域を通っている。CSXトランスポーテーションが南北に走り、カンカキー・ビーバービル・アンド・サザン鉄道が北西から南東に走り、ノーフォーク・サザン鉄道は南西のファウンテン郡とウォーレン郡から、北東のデルフィとその先まで伸びている。

#### 空港
ティピカヌー郡にはウェストラファイエットにある公共用途空港のパデュー大学空港(LAF)がある。

### 隣接する郡
- ホワイト郡 - 北
- キャロル郡 - 北東
- クリントン郡 - 東
- モンゴメリー郡 - 南
- ファウンテン郡 - 南西
- ウォーレン郡 - 西
- ベントン郡 - 北西

## 気候と気象
近年、郡庁所在地であるラファイエット市の平均気温は1月の17°F (-8 ℃) から7月の86°F (30 ℃) まで変化している。過去最低気温は1985年1月に記録された-23°F (-31 ℃) であり、過去最高気温は1988年6月に記録された105°F (41 ℃) である。月間降水量は2月の1.58インチ (40 mm) から6月の4.24インチ (108 mm) まで変化している。

## 郡政府
郡政府は憲法による政体であり、インディアナ州憲法とインディアナ州法典によって特別の権力を認められている。

### 郡政委員会
郡政委員会は郡政府の立法府であり、郡の歳出や歳入を管理している。委員は郡内の選挙区から選出され、任期は4年間である。給与、年間予算、特別支出を設定する責任がある。郡レベルで所得税や資産税、消費税、サービス税を課する限定付き権限があるが、所得税と資産税は州の承認を要する。

### 行政委員会
行政委員会は郡政府の行政府である。委員は郡全体を選挙区に選出され、任期は4年間で2年毎に半数が改選される。委員の一人、通常は最も経験のある者が議長になる。行政委員会は郡政委員会が決めた法を実行し、税金を集め、郡政府の日々の機能を管理する責任がある。

### 郡裁判所
郡は幾らかの民事訴訟を扱うことのできる小規模裁判所を維持している。判事は4年間任期で選出され、インディアナ州法廷弁護士協会の会員でなければならない。判事を補助するのがコンスタブルと呼ばれる法執行官であり、やはり4年間任期で選出される。特定の事件における判決に対しては、州レベルの巡回裁判所に控訴できる。

### 郡政府役人
上記以外に、保安官、検視官、監査官、財務官、登記官、測量士および巡回裁判所事務官が選挙で選ばれている。任期は4年間であり、郡政府の異なる部門を監督している。郡政府に選ばれる役人は支持政党を公にすることが求められ、また郡の住人でなければならない。

## 政治
ティピカヌー郡はインディアナ州全体と同様に昔から政治的には保守的であるが、2005年から2009年にかけて国政レベルでは保守から中道に急速に動いてきた。パデュー大学が郡内にあることで、州内では最も進歩的な郡になりつつある。
2008年の民主党予備選挙では、バラク・オバマを過半数で支持した州内10郡の1つになった。同年の大統領選挙でもオバマとバイデンの組み合わせを選んだ州内15郡の１つだった。数の多いパデュー大学学生の影響もあり、郡内ではオバマに55.1％、マケインに43.5％という支持率となり、これがインディアナ州の接戦（オバマ49.9％対マケイン49.0％）を制する大きな要因になった。
| 年     | 民主党                                       | 共和党                                        | その他                   |
| ------ | -------------------------------------------- | --------------------------------------------- | ------------------------ |
| 2008年 | (W)(I) オバマ/バイデン 55.1% 37,781          | マケイン/ポーリン 43.5% 29,822                |                          |
| 2004年 | ケリー/エドワーズ 39.8% 20,818               | (W)(I) G・W・ブッシュ/チェイニー 59% 30,897   |                          |
| 2000年 | ゴア/リーバーマン 39.4% 18,220               | (W)(I) G・W・ブッシュ/チェイニー 56.4% 26,106 |                          |
| 1996年 | (W) クリントン/ゴア 39.9% 17,232             | (I) ドール/ケンプ 49.5% 22,556                | ペロー 11.8% 5,394       |
| 1992年 | (W) クリントン/ゴア 37.2% 17,343             | (I) G・ブッシュ/クエール 42.8% 23,050         | ペロー 19.2% 9,684       |
| 1988年 | デュカキス/ベンツェン 36.6% 16,256           | (W)(I) G・ブッシュ/クエール 62.9% 27,897      |                          |
| 1984年 | モンデール/フェラーロ 34.4% 15,789           | (W)(I) レーガン/G・ブッシュ 64.8% 29,706      |                          |
| 1980年 | カーター/モンデール 30.2% 14,636             | (W)(I) レーガン/G・ブッシュ 56.9% 27,589      | アンダーソン 10.6% 5,141 |
| 1976年 | (W) カーター/モンデール 37.5% 17,850         | (I) フォード/ドール 59.7% 29,186              |                          |
| 1972年 | マクガヴァン/シュライバー 31.5% 14,598       | (W)(I) ニクソン/アグニュー 68.1% 31,565       |                          |
| 1968年 | ハンフリー/マスキー 35.5% 14,528             | (W)(I) ニクソン/アグニュー 59.4% 24,352       | ウォレス 4.9% 2,000      |
| 1964年 | (W)(I) L・ジョンソン/ハンフリー 51.5% 20,257 | ゴールドウォーター/ミラー 48.3% 19,036        |                          |
| 1960年 | (W) ケネディ/L・ジョンソン 36.3% 14,041      | (I) ニクソン/ロッジ 63.5% 24,572              |                          |

## 人口動態
以下は2000年国勢調査による人口統計データである。
| 基礎データ - 人口: 148,955人 - 世帯数: 55,2265 世帯 - 家族数: 32,417 家族 - 人口密度: 115人/km2（298人/mi2） - 住居数: 58,343軒 - 住居密度: 45軒/km2（117軒/mi2） 人種別人口構成 - 白人: 88.86% - アフリカン・アメリカン: 2.52% - ネイティブ・アメリカン: 0.28% - アジア人: 4.46% - 太平洋諸島系: 0.03% - その他の人種: 2.48% - 混血: 1.37% - ヒスパニック・ラテン系: 5.26% 先祖による構成 - ドイツ系：25.1％ - アメリカ人：13.7％ - アイルランド系：9.4％ - イギリス系：9.1％ | 年齢別人口構成 - 18歳未満: 20.9% - 18-24歳: 25.4% - 25-44歳: 27.1% - 45-64歳: 17.4% - 65歳以上: 9.1% - 年齢の中央値: 27歳 - 性比（女性100人あたり男性の人口） - 総人口: 105.4 - 18歳以上: 105.1 世帯と家族（対世帯数） - 18歳未満の子供がいる: 28.5% - 結婚・同居している夫婦: 46.9% - 未婚・離婚・死別女性が世帯主: 8.3% - 非家族世帯: 41.3% - 単身世帯: 28.0% - 65歳以上の老人1人暮らし: 7.4% - 平均構成人数 - 世帯: 2.42人 - 家族: 3.01人 収入と家計 - 収入の中央値 - 世帯: 38,6521米ドル - 家族: 51,791米ドル - 性別 - 男性: 37,606米ドル - 女性: 25,142米ドル - 人口1人あたり収入: 19,375米ドル - 貧困線以下 - 対人口: 15.4% - 対家族数: 7.3% - 18歳未満: 12.1% - 65歳以上: 4.3% |

## 郡区
ティピカヌー郡は下記13の郡区に分割されている。
| - フェアフィールド - ジャクソン - ローラミー - ペリー - ランドルフ | - シェフィールド - シェルビー - ティピカヌー - ユニオン | - ウォバッシュ - ワシントン - ウェイン - ウィー |

## 都市と町

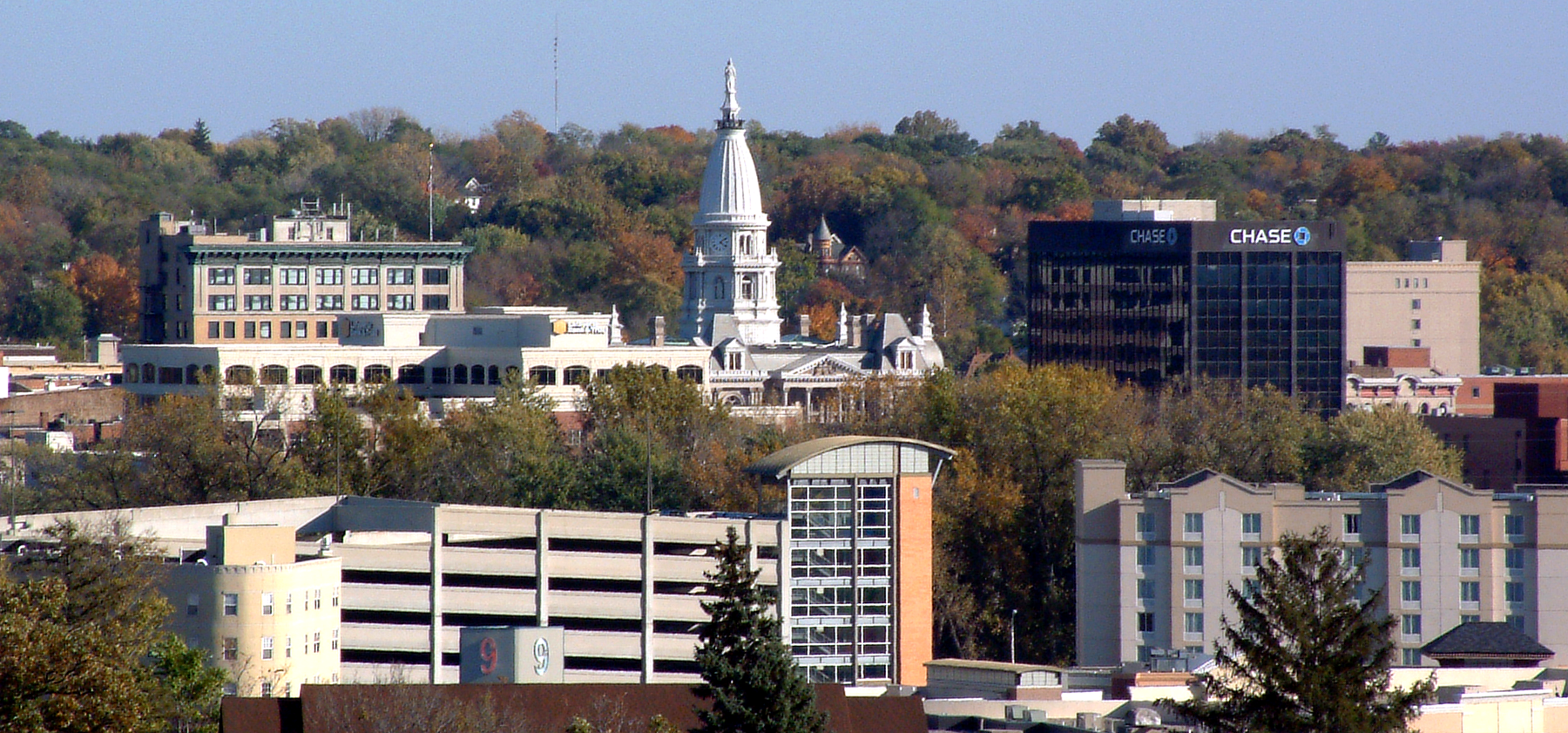
ラファイエット市とウェストラファイエット市のウォバッシュ川に沿った郡庁舎と周辺建物群

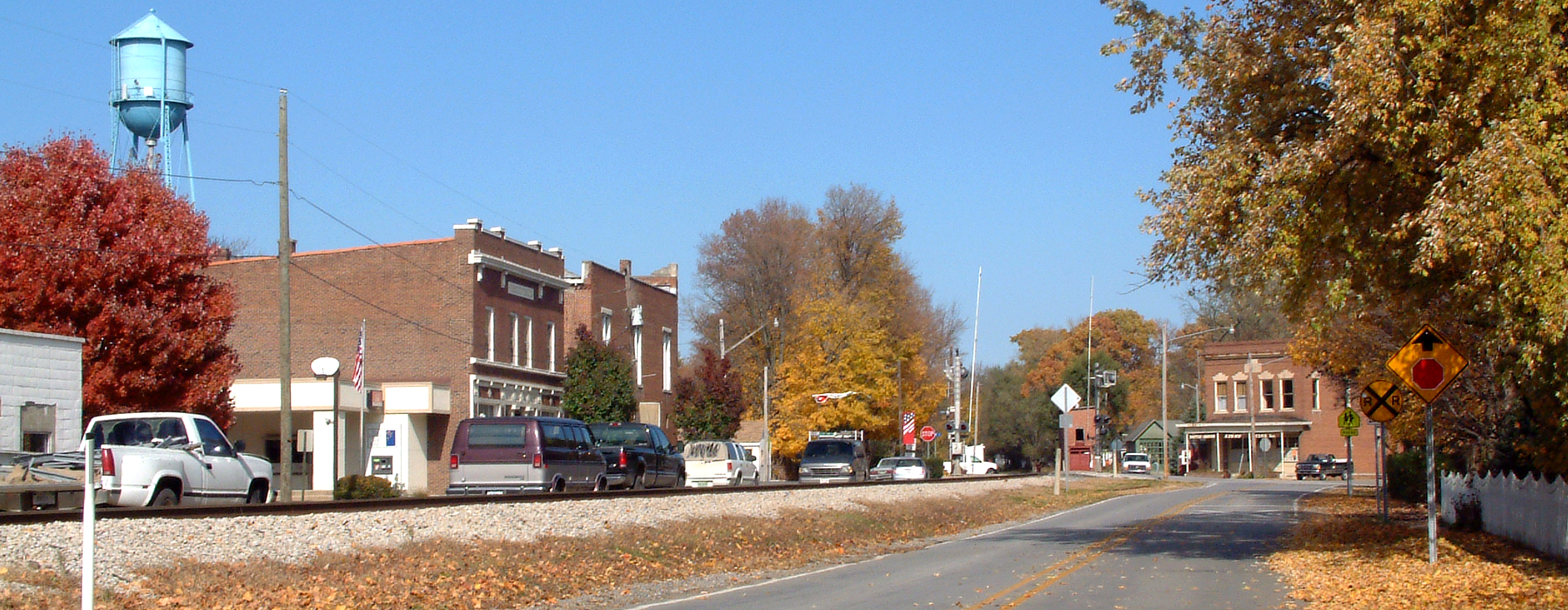
バトルグラウンドの町を北東に望む

### 市
- ラファイエット - 郡庁所在地
- ウェストラファイエット（パデュー大学所在地）

### 町
| - バトルグラウンド - クラークスヒル - デイトン | - シェイドランド - オッターバイン（東半分） |

### 未編入の町
| - アメリカス - バッククリーク - コルバーン | - モンロー - モントモレンシ - オーデル | - ロムニー - ストックウェル - ウェストポイント |

### 廃村
| - ビービル - ショーンシー（ウェストラファイエットに統合） - コーウィン - コンロー - グレンホール - グランビル | - ヒース - プレーリービル - ハリソンビル（バトルグラウンドに統合） - キングストン（ウェストラファイエットに統合） - モニター - ノースクレーン | - ウィアトノン - サウスローブ - テイラー - ワイアンドット - ヨークタウン |

## 教育
ティピカヌー郡の公共教育はティピカヌー学校法人が管轄しているが、ラファイエット学校法人あるいはウェストラファイエット学校法人が各市内の学校を管理している。
大学とカレッジ
- パデュー大学[13]
- アイビー・テック・コミュニティカレッジ・オブ・インディアナ[14]

## 経済
ティピカヌー郡の経済は人口が多いラファイエット市とウェストラファイエット市の2つの町に集中している。パデュー大学が郡内最大の雇用主である。民間の工業や商業も存在している。主な雇用主としては、ラファイエット市にあるスバル・インディアナ自動車、キャタピラー社、フェアフィールド・マニュファクチャリング、セントエリザベス医療センター、アルコア・ラファイエット、イーライ・リリー、ウェストラファイエットにあるサガモア・ビレッジ・エステーツ、ステートファーム・オペレーションズ・センターがある。